# Vouthon-Haut
Vouthon-Haut település Franciaországban, Meuse megyében. Lakosainak száma 78 fő (2022. január 1.). Vouthon-Haut Amanty, Gondrecourt-le-Château, Goussaincourt, Les Roises, Vaudeville-le-Haut, Vouthon-Bas és Greux községekkel határos.

## Népesség
A település népessége az elmúlt években az alábbi módon változott:
| Lakosok száma | 70   | 90   | 95   | 74   | 75   | 78   | 84   | 86   | 89   | 78   |
|               | 1968 | 1982 | 1990 | 2006 | 2013 | 2015 | 2017 | 2019 | 2020 | 2022 |